# Ítala de Quedlimburgo

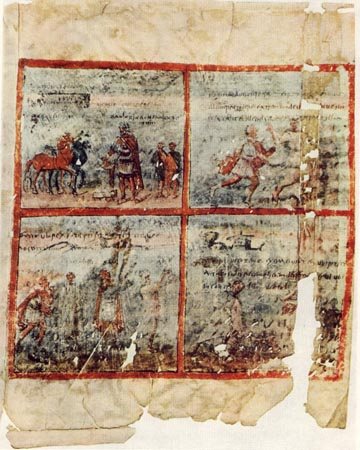
Ilustração de Reis 1:15

A chamada Ítala de Quedlimburgo é um manuscrito fragmentário com apenas seis fólios de uma versão primitiva da Bíblia, chamada de Ítala ou Vetus Latina, escrita em latim antigo. Está preservada em Berlim, na Staatsbibliothek Preussicher Kulturbesitz (Cod. theol. lat. fol. 485) e foi escrita no século V. É o mais antigo manuscrito iluminado com texto bíblico que se conhece.
O fragmento foi encontrado em Quedlimburgo, na Alemanha, como encadernação de volumes mais recentes. As ilustrações ocupam toda a página, e, embora bastante danificadas, ainda mostram com clareza suficiente o seu estilo de representação, que faz uso de uma tipologia profana retrospectiva, classicizante, para representar personagens da história sagrada, como era comum nos círculos da nobreza durante a antiguidade tardia na transição do Império Romano para a civilização bizantina, e indicando possivelmente qual era o público para este livro. Como detalhe interessante, a perda de áreas do pigmento expôs a folha subjacente, revelando esboços e anotações que instruem o iluminador como ele deveria realizar o seu trabalho.